# John Kenneth Galbraith
John Kenneth Galbraith (Iona Station, Ontario, 1908. október 15. – Cambridge, Massachusetts, 2006. április 29.) kanadai származású amerikai közgazdász.
Keynes iskolájának a híve, a politikai liberalizmus szószólója. A XX. század második felének talán legismertebb közgazdásza. Háromkötetes fő művében (American Capitalism (1952), The Affluent Society (1958), The New Industrial State (1967)) a nagyközönség számára érthető módon magyarázta el a XX. század második felének gazdasági és társadalmi folyamatait.
Szakmai tevékenysége mellett széles körű a közéleti aktivitása. Számos amerikai kormányzatban vállalt hivatalt. Kormánytisztviselőként folytatott tevékenysége közül kiemelkedik a Kennedy elnöksége alatt betöltött nagyköveti tiszte Indiában, valamint a Lyndon B. Johnson nevével fémjelzett Nagy Társadalom programjának kidolgozásában játszott szerepe. A Demokrata Párt támogatója volt.

## Életútja
Archibald "Archie" Galbraith és Sarah Catherine Kendall gyermekeként született a kanadai Iona Stationben, (Ontario állam). Egyetemi tanulmányait a Torontói Egyetemen, az Ontario Agricultural College-ben végezte agrárközgazdaság szakon. 1934-ben a Berkeley Egyetemen PhD-fokozatot szerzett, majd a Harvardon lett oktató. 1937-ben megkapta az USA állampolgárságot. Még ugyanebben az évben 1 éves ösztöndíjat nyert Cambridge-be, ahol megismerkedett John Maynard Keynes tanaival. 1938-ban bejárta Európát, ahol részt vett egy gazdasági konferencián.
1934-39 között a Harvardon tanított, majd 1939-40-ben a Princetoni Egyetemen.
A második világháború alatt az Árigazgatási Hivatalban (Office of Price Administration – OPA) dolgozott vezető beosztásban. A hivatal feladata az volt, hogy biztosítsa, hogy a háborús erőfeszítéseket ne akadályozza az infláció. Mivel a hadigazdaság nagy állami deficitet és ehhez alkalmazkodó monetáris politikát követelt, reális veszélynek tűnt az infláció meglódulása. Emiatt Roosevelt 1942-ben kiadta Általános Ármaximáló Szabályzatát (General Maximum Price Regulation), majd a következő évben az ún. „Tartsátok a frontot!” rendeletet ("Hold the Line Order"), mely feljogosította az OPA-t az árbefagyasztás ellenőrzésére. Az OPA tevékenységének köszönhetően az USA a háború alatt gyors növekedést ért el az árstabilitás megtartása mellett. A kongresszusi ellenzék, illetve az üzleti körök nyomására azonban Galbraith-nek távoznia kellett az OPA-tól, állítólagos kommunista tendenciái miatt, 1943 májusában. Hamarosan azonban Henry Luce, a Time and Fortune magazin kiadója, mellesleg keményvonalas republikánus alkalmazta Galbraith-ot, aki az elkövetkező 5 év során megismertette az amerikai üzleti körökkel Keynes gondolatait.
1946 februárjában – a lapszerkesztés mellett – kormányzati munkát is vállalt: a Gazdasági Biztonságpolitikai Hivatalban (Office of Economic Security Policy) lett igazgató.
Itt névlegesen a Németországgal, Japánnal, Ausztriával, valamint Dél-Koreával kapcsolatos gazdasági ügyekért volt felelős. A magasabb rangú diplomaták azonban nem bíztak benne, ezért Galbraith inkább rutin jellegű hivatali munkát tudott csak folytatni. Támogatta az enyhülés politikáját a Szovjetunióval való kapcsolatokban, ezért szembehelyezkedett a feltartóztatás politikájával (Truman-doktrína), melyet akkoriban dolgozott ki George F. Kennan, és tett magáévá az amerikai kormányzat. Mindezek miatt 1946 szeptemberében Galbraith lemondott, és visszatért a Fortune magazinhoz. 1947-ben Eleanor Roosevelttel és Hubert Humphrey-val megalapította az „Amerikaiak a Demokratikus Akcióért” (Americans for Democratic Action) nevű szervezetet a társadalmi és gazdasági igazságosság ügyének előmozdításáért.
1949-ben kinevezték a Harvard professzorává.
Kennedy elnöksége alatt nagyköveti tisztséget látott el Indiában 1961 és 1963 között. Kennedyvel való kapcsolatára jellemző, hogy a Külügyminisztériumot megkerülve közvetlenül neki küldhette el diplomáciai beszámolóit. Indiában Dzsaváharlál Nehru elnökkel szoros kapcsolatba került, és számos gazdasági kérdésben adhatott neki tanácsot. Kemény kritikát fogalmazott meg Lord Mountbatten magatartásával szemben,s bírálta az utolsó brit indiai alkirály passzivitását, melyet India és Pakisztán szétválása, valamint Pandzsáb és Kasmír felosztása során tanúsított. Galbraith indiai tartózkodása során részt vett az első indiai számítástechnikával foglalkozó tanszékek létrehozásában, az Indiai Technológiai Intézetben, Kanpurban, Uttar Prades államban. Indiával való kapcsolata a későbbiek folyamán sem szakadt meg. Minden évben a diplomaosztó után vendégül látta az indiai diákokat a Harvardon.
1972-ben az Amerikai Közgazdasági Társaság elnöke volt. A The Journal of Post Keynesian Economics (kb. A Poszt-keynseiánus Közgazdaságtan Szemléje) című szaklap támogatója, valamint egyik igazgatósági tagja lett.
Számos díjat, és elismerést kapott: 1946-ban megkapta Amerikai Elnöki Szabadságérmet (U. S. Presidential Medal of Freedom), 1985-ben az Amerikai Humanista Társaság (American Humanist Association) „Az év humanistája” címet ítélte neki. 1987-ben az Ázsiai Tanulmányok Társasága (The Association for Asian Studies) Award for Distinguished Contributions to Asian Studies kitüntetésben részesítette az Ázsiai Tanulmányok fejlődéséhez való hozzájárulásáért. 1997-ben az Officer of the Order of Canada kitüntető címet kapta. 2000-ben másodszor is megkapta az Amerikai Elnöki Szabadságérmet. 2000-ben Leontief-díjat kapott a közgazdaság-elmélethez való kiemelkedő hozzájárulásáért. 2001-ben megkapta a Padma Vibhushan kitüntetést, mely India második legkiemelkedőbb kitüntetése, melyet polgári személy kaphat.
Ezen túlmenően több, mint 50 díszdoktori címet kapott.

## Munkássága

### Az új ipari állam
Az új ipari állam (The New Industrial State) 1967-ben jelent meg, majd hamarosan, 1972-ben megjelent a második, átdolgozott kiadás is. Galbraith azt állítja, hogy a modern kapitalista társadalmak ipari szektoraiban a kereslet és kínálat hagyományos törvényei nem érvényesülnek többé maradéktalanul, mivel kiszorítják őket a nagy társaságok által alkalmazott hosszabb távú tervezési mechanizmusok, valamint az ezeket támogató reklámtevékenység, illetve a vállalatok vertikális integrációja. A könyv megjelenése után a BBC Reith Lectures című rádióadásában hat műsorban ki is fejtette hallgatósága előtt nézeteit.
Galbraith véleménye szerint a technológiai fejlődés vívmányai miatt az új termelési folyamatok hosszú távú tervezést igényelnek, hasonlóan a szovjet típusú társadalmak által alkalmazott tervezési mechanizmusokhoz. Emiatt a tökéletes verseny klasszikus közgazdasági felfogása nem alkalmas az ipari szektor folyamatainak magyarázatára, noha azokban a szektorokban, ahol a kis cégek vannak többségben még alkalmazható.
Az „ipari rendszer” ("industrial system") – mely azokból a cégekből áll, melyek a gazdaság kulcságazatainak 2/3-át kontrollálják – egy „technostruktúra” ("technostructure") irányítása alatt áll. Ezen a struktúrán Galbraith lényegében a vállalatokat igazgató menedzsereket értette, akik a részvényesek nevében ugyan, de lényegében azok helyett irányítják a cégeket. A menedzsereknek nem elsősorban a profit kitermelése, hanem inkább a cég fenntartása és bővítése a célja, mivel ez kisebb kockázattal jár az állásukra nézve, mint a profitmaximalizálás (menedzserkapitalizmus).
A struktúra fő célja, hogy megtartsa uralmát a cég fölött, ezért a banki kölcsönökről is lemond, és a csökkentett profitot vállalja, hogy minimalizálja a kockázatot. A csökkentett profit miatt, valamint azért, hogy a kifizetések ne veszélyeztessék a cég önfenntartását a részvényesek is kevesebb osztalékot kapnak. A struktúra kidolgoz olyan technikákat is, melyek a nemhivatalos árszabályozást, illetve árstabilitás fenntartását szolgálják, hogy ezáltal is lehetővé tegyék a hosszabb távú tervezést.
Galbraith szerint a kockázat hagyományos fogalma irrelevánssá válik a nagy társaságok tevékenységére nézve, az ilyen társaságok rendelkezésre álló eszközök (a határidős ügyletek a nyersanyagpiacon, stabil beszállítói- és munkaszerződések) miatt. A nagyobb cégek politikai befolyása az egyes kormányok gazdaságpolitikájára és szociális politikájára is a stabil piaci viszonyok kialakítása irányába hat, mely lehetővé teszi a hosszabb távú tervezést.
Galbraith foglalkozott a kelet-európai gazdasági reformokkal is, és úgy látta, hogy az ipari szektor igazi irányítói, az állam önkorlátozásának köszönhetően, Kelet-Európában is a technokraták lettek. A két világrend (kommunista-kapitalista) gazdaságirányítása között emiatt konvergenciát tételezett föl, amelynek következtében szerinte a két rendszer végül összeolvad.

### A bőség társadalma
A bőség társadalmában (The Affluent Society – emlegetik még Fogyasztói társadalom címen is) Galbraith arra keresi a választ, hogy hogyan vált a második világháború utáni Amerika gazdaggá a magánszektor, a fogyasztói termékek terén, de maradt szegény a közszférában (szociális és egészségügyi ellátórendszer hiánya, rögzült jövedelem-különbségek). A könyv nagy vihart kavart.
A főbb megállapításai a következők:
- A közgazdaságtan magvát ("central tradition") képező gondolkodók (Adam Smith, Thomas Robert Malthus, David Ricardo) elméletei aligha alkalmazhatók a háború utáni USA társadalmára. Ennek az az oka, hogy a szerzők korában a szegénység még nagyarányú volt, míg az USA társadalom Galbraith korában már a luxuscikkek és luxusigények kielégítésére szakosodott.
- Az USA társadalom jólétének leírására használt mérőszámok, mint pl a GDP, figyelmen kívül hagyják a társadalmi és személyes jólét fontos aspektusait. Például az iskolarendszer kiterjesztésének mutatója pont ugyanannyit számít összességében, mint a tv-készülékek számának növekedését jelző szám. A termelés csúcsra van járatva, mivel mind a Demokrata, mind a Republikánus Párt szívügyének tekinti.
- Az amerikaiak törekvése a szolgáltatások és a javak megszerzésére nem természetes igényből fakad. Az átlagember alapvető szükségleteit (élelem, lakás, ruházat) már jórészt kielégítették az USA-ban. Az új igényeket a reklámszakemberek és a kereslet generálására szolgáló gépezet gerjesztik. A magánszektor felvirágzása viszont forrásokat von el a közbefektetésektől, és közberuházásoktól.
- Galbraith szerint az USA-nak el kell mozdulnia egy magántermelésen alapuló gazdaságból egy állami befektetéseken alapuló gazdaság felé. Ezt elérendő három javaslatot tesz: a szegénység felszámolása, kormányzati befektetés az állami iskolákba, egy „Új Osztály” (New Class) erősítése. Galbraith megkülönböztetett eseti szegénységet (case poverty), mely egy magánszemélyhez köthető, illetve „szigetszegénységet” (insular poverty), ahol majdnem mindenki szegény. A szegénység felszámolására irányuló szociális programok finanszírozására a fogyasztási adók kiterjesztését javasolja. Az Új Osztály pedig tanárokból, sebészekből, elektromérnökökből stb., vagyis a szociális kiadások által generált értelmiségi munkahelyek betöltőiből állna. Ez ellensúlyozni tudná a menedzserek uralmát is.

Galbraith ezen műve inspirálólag hatott Szelényi Iván és Konrád György szerzőpáros számára Az értelmiség útja az osztályhatalomhoz című művük megírása során.

### Magyarul megjelent művei
- Az új ipari állam; ford. Hantos Éva; Közgazdasági és Jogi Könyvkiadó, Bp., 1970
- Győzelem. A modern diplomácia regénye; ford., bev. Vályi Gábor; Európa, Bp., 1973 (Modern könyvtár) ISBN 9630701472
- Közgazdaságtan és társadalmi cél; ford. Szalai Sándor; Kossuth, Bp., 1978 (MSZMP KB. tagok számozott könyvei)
- Egy kortárs emlékei; ford. Balabán Péter, szerk. Szuhay-Havas Ervin; Európa, Bp., 1988 (Emlékezések) ISBN 9630745801 (önéletrajz)
- A pénzügyi spekulációk rövid története. Eufória és csalódás; ford. Kőrös László, előszó Nyers Rezső; Adu Print, Bp., 1995 ISBN 9638533900

## Fordítás
- Ez a szócikk részben vagy egészben  a   John Kenneth Galbraith című angol Wikipédia-szócikk fordításán alapul.  Az eredeti cikk szerkesztőit annak laptörténete sorolja fel. Ez a jelzés csupán a megfogalmazás eredetét és a szerzői jogokat jelzi, nem szolgál a cikkben szereplő információk forrásmegjelöléseként.
- Ez a szócikk részben vagy egészben  a   The_New_Industrial_State című angol Wikipédia-szócikk fordításán alapul.  Az eredeti cikk szerkesztőit annak laptörténete sorolja fel. Ez a jelzés csupán a megfogalmazás eredetét és a szerzői jogokat jelzi, nem szolgál a cikkben szereplő információk forrásmegjelöléseként.
- Ez a szócikk részben vagy egészben  a   The Affluent Society című angol Wikipédia-szócikk fordításán alapul.  Az eredeti cikk szerkesztőit annak laptörténete sorolja fel. Ez a jelzés csupán a megfogalmazás eredetét és a szerzői jogokat jelzi, nem szolgál a cikkben szereplő információk forrásmegjelöléseként.